# Ituverava
Ituverava là một đô thị ở bang São Paulo của Brasil.

## Địa lý
Đô thị này nằm ở vĩ độ 20º20'22" độ vĩ nam và kinh độ 47º46'50" độ vĩ tây, trên khu vực có độ cao 605 m. Dân số năm 2004 ước tính là 37.943 người. 
Đô thị này có diện tích 697,8 km².

## Thông tin nhân khẩu
Dữ liệu dân số theo điều tra dân số năm 2000
(Nguồn: IBGE)
Tổng dân số: 36.268
- Dân số thành thị: 34.221
- Dân số nông thôn: 2.047
- Nam giới: 17.945
- Nữ giới: 18.323

Mật độ dân số (người/km²): 51,97
ước tính dân số năm 2006: 38.681 người
Tỷ lệ tử vong trẻ sơ sinh dưới 1 tuổi (trên một triệu người): 18,86
Tuổi thọ bình quân (tuổi): 69,70
Tỷ lệ sinh (số trẻ trên mỗi bà mẹ): 1,93
Tỷ lệ biết đọc biết viết: 91,6%